# 김규민 (배구 선수)
김규민(1990년 12월 28일 ~ )은 대한민국의 배구 선수이다.

## 대학 시절
대학 첫 시즌부터 팀의 주전 센터를 맡아 활약하였다.
졸업반 시즌에는 대형 센터로 평가받으면서 1라운드 5순위로 안산 OK저축은행 러시앤캐시에 지명되었다.

## 안산 OK저축은행 러시앤캐시 시절
'경기대 3인방' 이였던 이민규, 송희채, 송명근과 함께 1라운드 5순위로 안산 OK저축은행 러시앤캐시이 입단하였다. 데뷔 첫 해부터 팀의 주전 센터를 맡아 활약하였다.
2015-16 시즌이 끝나고 센터 자원이 급했던 대전 삼성 블루팡스로 트레이드 되어 이적하였다.

## 대전 삼성 블루팡스 시절
대전 삼성 블루팡스으로 이적한 첫 해부터 팀의 주전 센터를 맡아 활약하였다.
특히나 이적후 2번째 풀타임 시즌인 2017-18시즌에는 박상하와 팀의 중앙을 책임지면서 팀이 정규리그 2위에 오르는데 큰 역할을 하였다.
시즌이 끝나고 FA를 취득하였으며, 원소속팀 대전 삼성 블루팡스와 협상이 결렬되면서 시장에 나왔다. 5월 18일 인천 대한항공 점보스와 FA 계약을 맺었다.

## 인천 대한항공 점보스시절
5월 18일 연봉 2억원에 인천 대한항공 점보스와 FA계약을 맺었다.

## 학력
- 대덕초등학교
- 벌교중학교
- 벌교제일고등학교
- 경기대학교